# Xanthos (rivier)

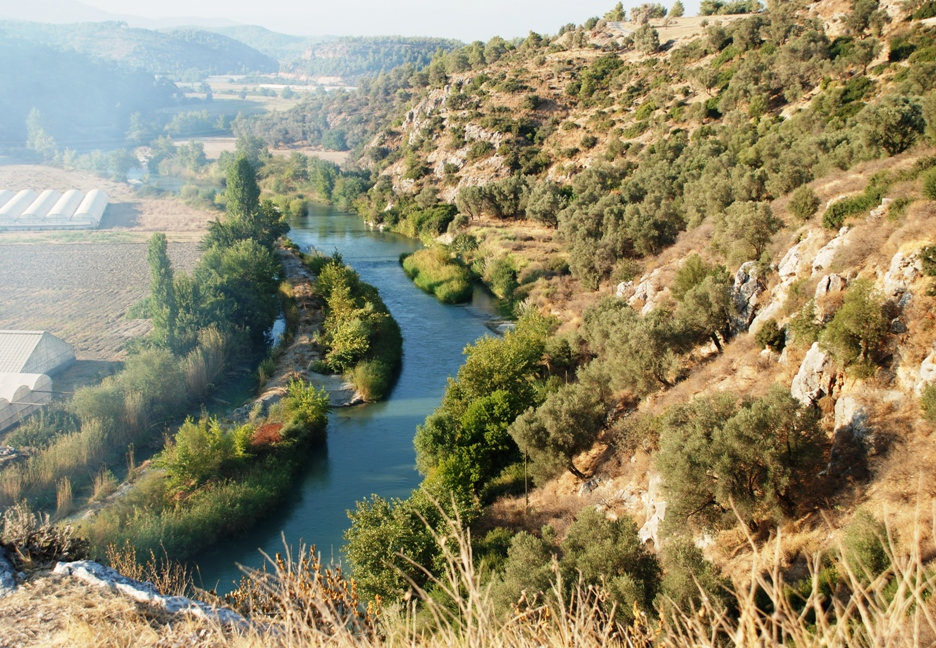
Koca Çayı

De Xanthos of Xanthus was in de oudheid de naam voor de rivier Koca Çayı in Lycië in het zuidwesten van Turkije. De rivier ontspringt ten zuiden van de berg Söğüt Gölü en stroomt ongeveer 150 km naar het zuiden om bij de antieke plaatsen Xanthos en Patara uit te monden in de Middellandse Zee.

- Virtual International Authority File: 242092045